# Janowiec skrzydlaty
Janowiec skrzydlaty, janowczyk skrzydlaty (Genista sagittalis L.) – gatunek rośliny z rodziny bobowatych (Fabaceae). Jest szeroko rozpowszechniony w Europie południowej od Hiszpanii na zachodzie po Ukrainę na wschodzie. Północna granica zasięgu biegnie przez Francję, Belgię, Niemcy, Czechy, Węgry i Rumunię. W Polsce bardzo rzadko dziczejący na skrajach lasów i na murawach w powiecie przeworskim. Uprawiany jest w ogrodach skalnych.

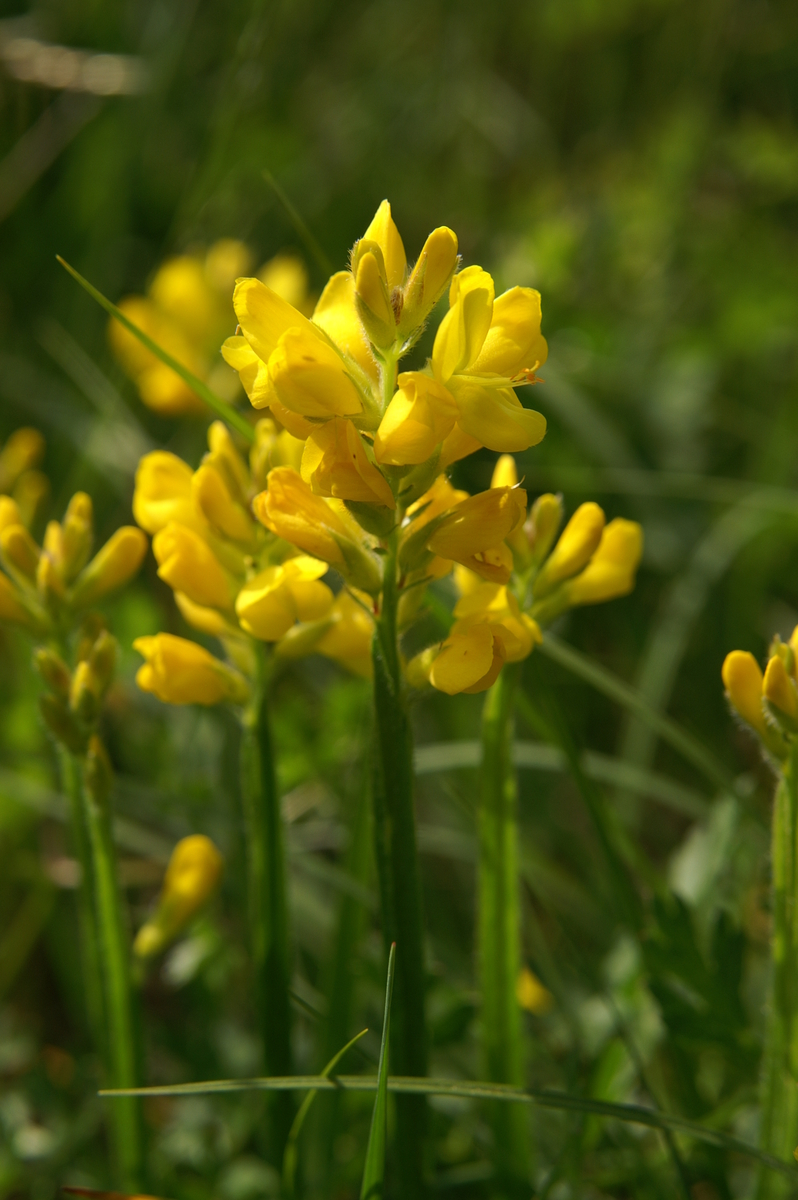
Kwiatostan

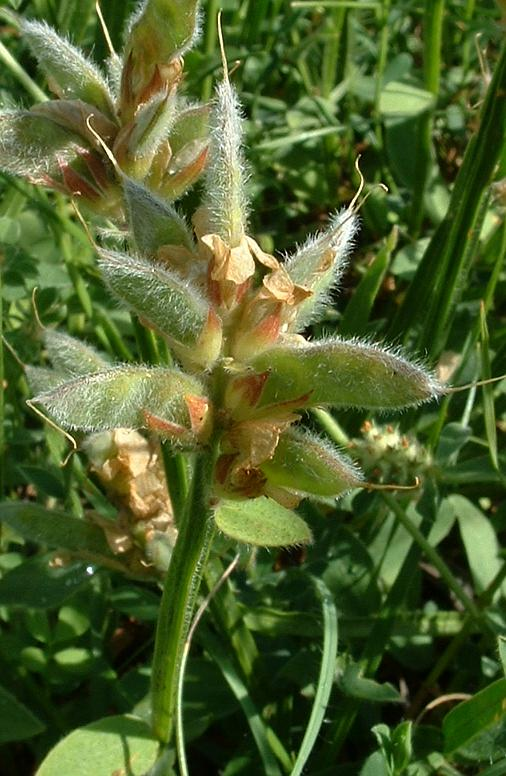
Owoce

## Morfologia
PokrójKępiasto rozrastający się półkrzew, z pędami silnie rozgałęzionymi u nasady, osiągającymi od kilku do 30 cm wysokości.
ŁodygaPoszczególne gałązki wzniesione lub podnoszące się i charakterystycznie szeroko oskrzydlone. Skrzydełka zielone, błoniaste, przerywane w 3–6 węzłach. W górze łodygi gęsto owłosione, w dole łysiejące.
LiściePojedyncze, wyrastają z węzłów naprzemiennie – raz z jednej, raz z drugiej strony łodygi. Siedzące, bez przylistków, o blaszce cienkiej, eliptycznej do lancetowatej – do 22 mm długości i 8 mm szerokości. Szczyt blaszki zaokrąglony lub zaostrzony. Blaszka początkowo owłosiona, później z wierzchu przynajmniej łysiejąca.
KwiatyZebrane po 4–20 w zbite, kulistawe do jajowatych grona na szczytach gałązek. Oś kwiatostanu, szypułki (długości do 3 mm) i kielichy gęsto owłosione. Kwiaty wsparte wąskimi przysadkami o długości do 5,5 mm. Na szypułkach znajduje się także para szydlastych podkwiatków o długości do 3,5 mm. Kielich dwuwargowy, o długości do 9 mm. Korona kwiatu żółta o budowie typowej dla kwiatu motylkowego. Żagielek odwrotnie jajowaty, na szczycie wycięty. Wszystkie płatki równej długości.
OwoceStrąki płaskie z wypukłościami nad nasionami. Są przylegająco owłosione i osiągają do 20 mm długości przy 5 mm szerokości.

## Biologia i ekologia
- Półkrzew[5], wieloletni hemikryptofit[7]. Kwitnienie trwa od maja do lipca[5].
- Siedlisko: Rośnie w zbiorowiskach suchych wrzosowisk janowcowych ze związku Calluno-Genistion na obrzeżach lasów i w widnych lasach[7], lasach liściastych, w atlantyckich lasach mieszanych i iglastych oraz w lasach górskich[4]. W Polsce w miejscach nasłonecznionych, na murawach i w widnych lasach sosnowych[5].
- Liczba chromosomów 2n=44, 48[6].